# 鮑爾班克 (緬因州)
鮑爾班克（英語：Bowerbank）是一個位於美國緬因州皮斯卡特奎斯縣的鎮。

## 人口
根據2020年美國人口普查的數據，鮑爾班克的面積為122.69平方千米，當中陸地面積為108.52平方千米，而水域面積為14.17平方千米。當地共有人口136人，而人口密度為每平方千米1人。